# Anger (Gemeinde St. Martin)
Anger (früher auch Angerschütt) ist eine Ortschaft in der Marktgemeinde St. Martin im Bezirk Gmünd in Niederösterreich mit 55 Einwohnern (Stand 1. Jänner 2024).

## Geografie
Das beiderseits der Lainsitz gelegene Dorf befindet sich zwischen Schöllbüchl und Langfeld und zählt zur Katastralgemeinde Langfeld. Im Westen führt die Gmünder Straße am Ort vorüber, von der mehrere Gemeindestraßen in den Ort abzweigen und im Osten verläuft die Trasse der Waldviertler Schmalspurbahn.
Am 1. April 2020 umfasste die Ortschaft 25 Adressen.

## Geschichte
Vor 1848 war der Ort der Herrschaft Weitra unterstellt, wo er dem Amt Leinsitz zugeteilt war. Auch die Landgerichtsbarkeit wurde von der Herrschaft Weitra ausgeübt.
Im Jahr 1938 waren laut Adressbuch von Österreich in Anger eine Mühle mit Sägewerk, ein Wagner und mehrere Landwirte ansässig.